# تاج‌گذاری باکره
تاج‌گذاری باکره (انگلیسی: Coronation of the Virgin) موضوعی است در هنر مسیحی به‌ویژه در ایتالیا در سده‌های ۱۳ تا ۱۵ میلادی که تا سده ۱۸ میلادی در آثار مختلف دیده می‌شود. گاهی عیسی با همراهی خدای پدر و روح‌القدس که به شکل کبوتر ظاهر می‌شوند، تاج را به‌عنوان ملکه بهشت بر سر مریم می‌گذارد.

## نگارخانه

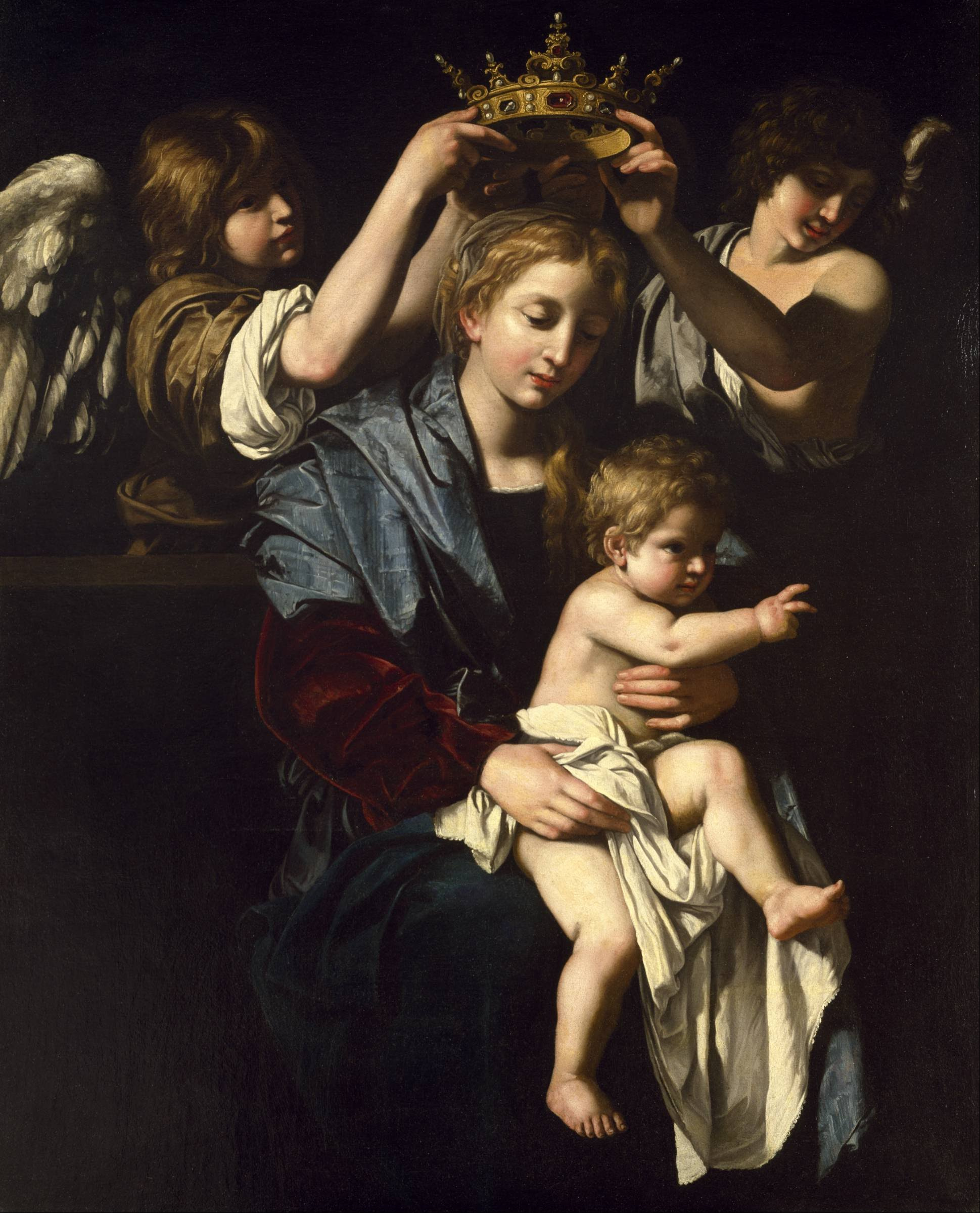
تاج‌گذاری باکره حوالی ۱۶۲۰ م. اثر بارتولومئو کاواروتسی
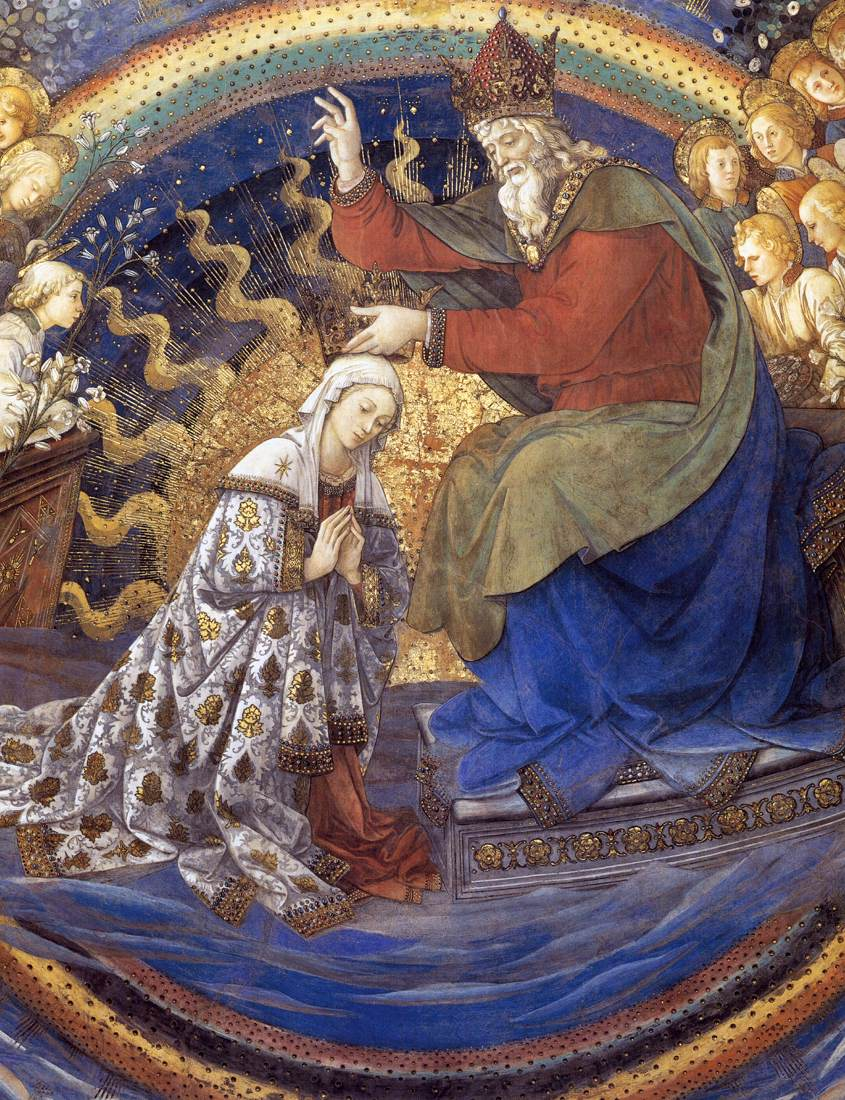
فرسکوی تاجگذاری باکره بین ۱۴۶۷ تا ۱۴۶۹ م. اثر فلیپو لیپی
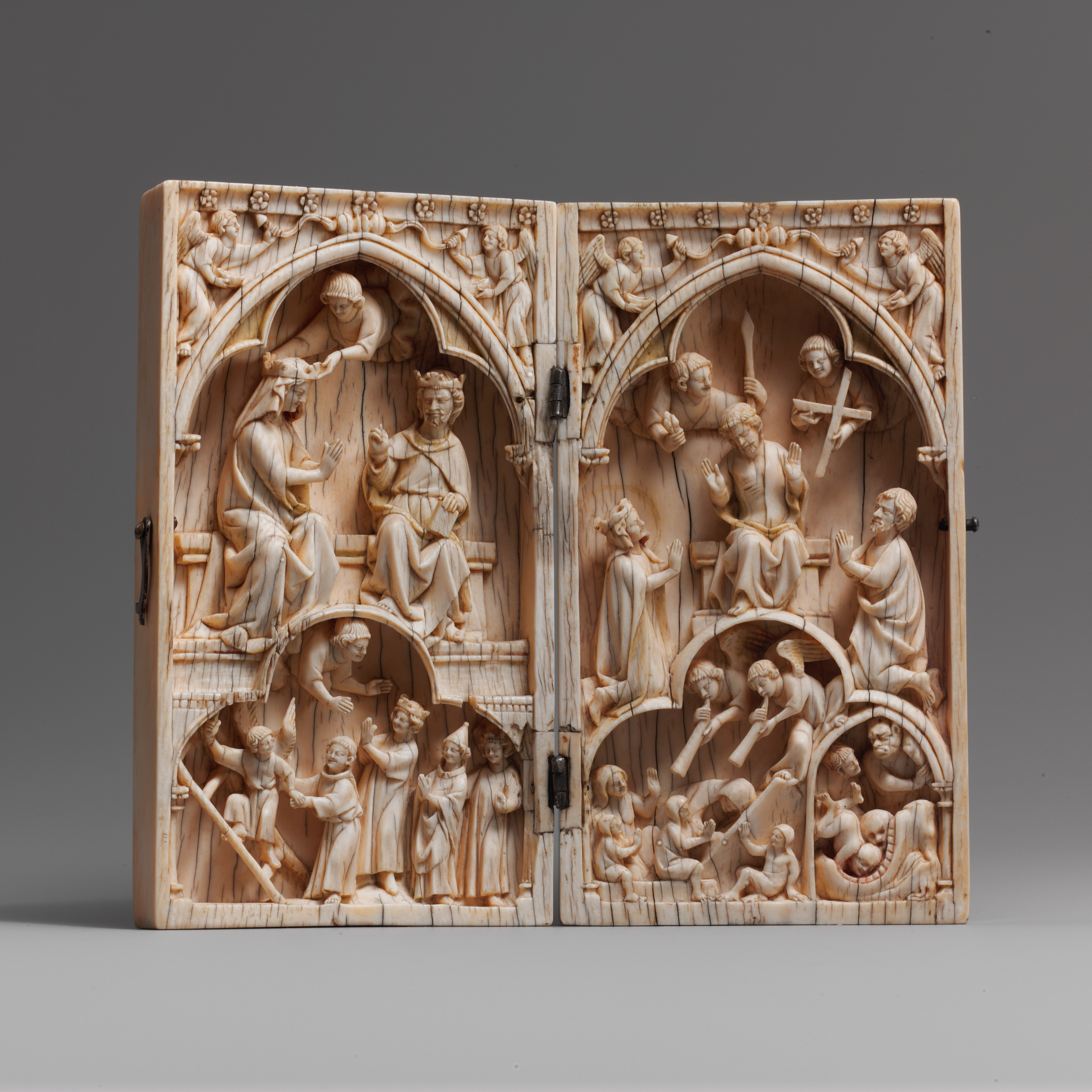
یک دولوحی با مضمون مذهبی از تاج‌گذاری باکره
موزه هنر متروپليتن